# 新店彝族乡
新店彝族乡，原称冲头彝族乡，是中华人民共和国云南省文山壮族苗族自治州丘北县下辖的一个民族乡。

## 行政区划
新店彝族乡下辖以下村级行政区划单位：
新店村、小江口村、大路边村、冲头村、小平地村和蚌厂村。